# Rickety Gin
Rickety Gin è un film del 1927 diretto da Walt Disney. È un cortometraggio animato, il 9º con protagonista Oswald il coniglio fortunato. Fu distribuito dalla Universal Pictures il 26 dicembre 1927.

## Trama
Oswald interpreta un poliziotto che corteggia un'infermiera vagante nel parco. Bootleg Pete poi fa ubriacare Oswald e corteggia l'infermiera indossando l'uniforme rubata ad Oswald.

## Reperibilità
Il corto è andato perduto; rimangono solo alcuni bozzetti dell'opera. Questo ha avuto altri due titoli momentanei: Whose Hootch e Officer 999 (il secondo è una chiara citazione al noto musical di broadway "Officer 666")